# Pogost (città)
Pogost (in russo Погост?) è una città situata in Russia, nell'Oblast' di Arcangelo, nel Vel'skij rajon.

## Posizione geografica
Il villaggio si trova 32 chilometri a nord di Vel'sk sulla riva sinistra del fiume Vaga (affluente della Dvina Settentrionale), sulla strada federale M8 "Cholmogory".

## Popolazione
Secondo il censimento nazionale del 2010, la popolazione era di 383 persone.

## Monumenti
Nella città c'è la chiesa del profeta Elia, costruita nel 1888.